# Eugen Nusser
Eugen Nusser (* 24. Juli 1902; † 29. Januar 1976) war ein deutscher Ingenieur.

## Leben
Nusser legte 1938 an der Technischen Hochschule Stuttgart seine Promotionsschrift im Fach Ingenieurwissenschaften vor. Später war er Direktor der Berufspädagogischen Hochschule Stuttgart.

## Ehrungen
- 1968: Verdienstkreuz 1. Klasse der Bundesrepublik Deutschland